# Jawa (entreprise)

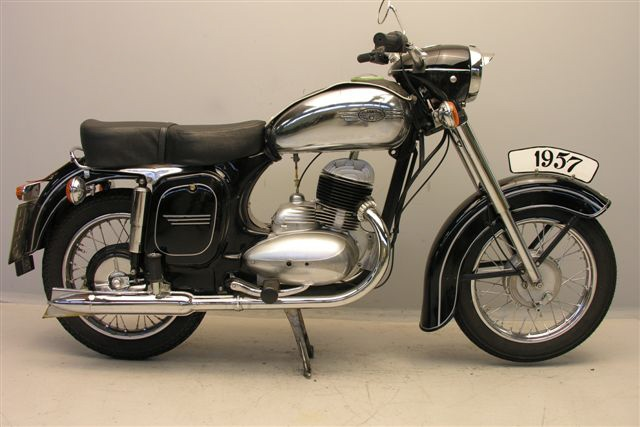
Une Jawa 353 250 cm3 de 1958

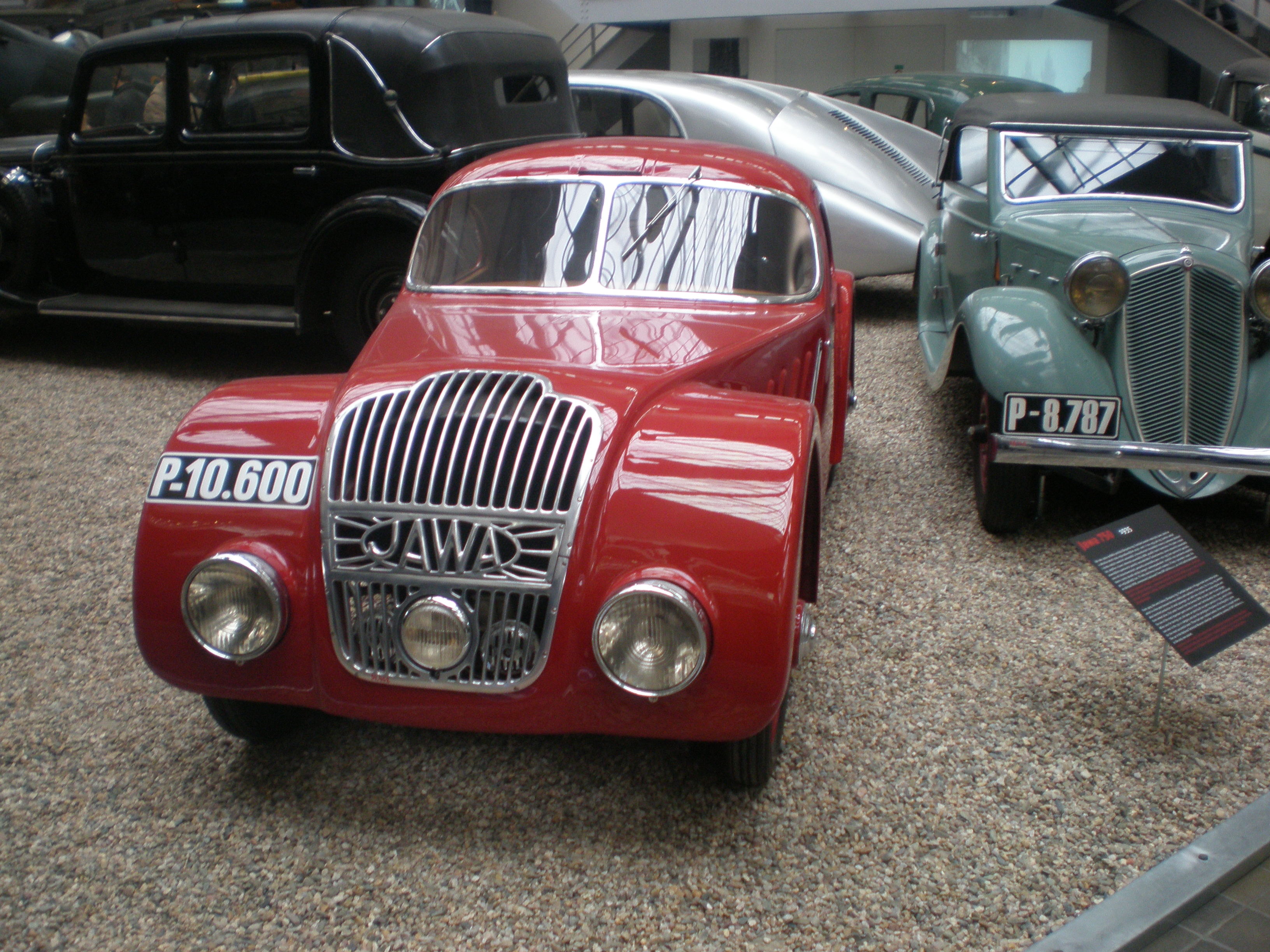
Janeček se tourna brièvement vers la conception de voitures : la Jawa 750 (1935) était une traction avant avec moteur bicylindre à double piston. Elle fut d'abord montée sous une carrosserie allemande DKW.

Jawa est une marque tchécoslovaque de motocyclettes créée en 1929. Son nom provient de la fusion de l'atelier de mécanique Janeček (du nom de son fondateur, l'ingénieur František Janeček) et de la division « motos » de Wanderer.
La production sous le régime communiste se confond avec celle de l'usine Česká Zbrojovka (CZ) à Strakonice, deux usines à l'origine bien distinctes dont les chemins vont se croiser pour un destin commun. Jawa en était le haut de gamme (en résumé les monocylindres étaient des CZ, les bicylindres des Jawa).

## Histoire
C'est en 1919 que la fabrique d'armes Česká Zbrojovka, implantée à Pilsen puis par la suite à Strakonice, commence son activité. Elle se diversifiera rapidement, dès 1920, en commençant à produire des bicyclettes, puis des moteurs adaptables.
En 1928, František Janeček, brillant ingénieur, est à la tête d'une petite usine d'armement, mais ses débouchés sont limités, il lui faut se diversifier. Après avoir envisagé plusieurs solutions, il se décide pour la moto, avec la construction sous licence de la 500 Wanderer d'origine allemande. Ce sera un échec commercial mais l'année suivante est créée Jawa, association de JAneček et WAnderer.
1930 voit l'apparition de la première moto CZ, une 60 cm3 dont le moteur est situé sur le moyeu de la roue avant. Le premier grand succès de CZ date de 1932 avec un cyclo dont le moteur est cette fois placé dans le cadre. La première vraie moto suivra rapidement, en 1935 : un moteur deux-temps de 150 cm3, suivi ensuite d'un 175 cm3, dotés de la double sortie d'échappement qui caractérisera les CZ jusqu'en 1966.
En 1932, l'usine passe à la fabrication de motos de petite cylindrée, équipées d'un 175 cm3 Villiers d'origine anglaise, qui connaîtra un franc succès. La gamme s'étoffe ensuite, du 98 cm3 deux-temps au 350 cm3 quatre-temps culbuté.
En 1937, CZ commence à produire une moto de grosse cylindrée (pour l'époque) : une 500 cm3 bicylindre deux-temps.
En 1939, l'Allemagne envahit le pays, mais les études d'une 250 deux-temps sont menées en cachette. Janeček ne la verra jamais entrer en production, puisqu'il décède en 1941.
En 1948, les industries tchèques sont nationalisées. Les réseaux de vente de CZ et de Jawa fusionnent. C'est alors que la production des petites cylindrées est dévolue à CZ et celle des grosses, à partir de 250 cm3, à Jawa, qui pourra immédiatement produire son bicylindre deux-temps, qui restera longtemps inchangé, à quelques détails près.
Česká Zbrojovka autant que Jawa tenteront de diversifier leur production. Le premier avec le scooter Čezeta (en), à partir de 1940, équipé à l'origine d'un moteur deux-temps de 98 cm3 qui sera porté à 125 cm3 après-guerre, puis à 175 cm3 en 1957. Doté d'une coque autoporteuse, le Čezeta ne rencontra cependant jamais le succès, en partie en raison de son esthétique jugée austère, mais surtout de son poids excessif.

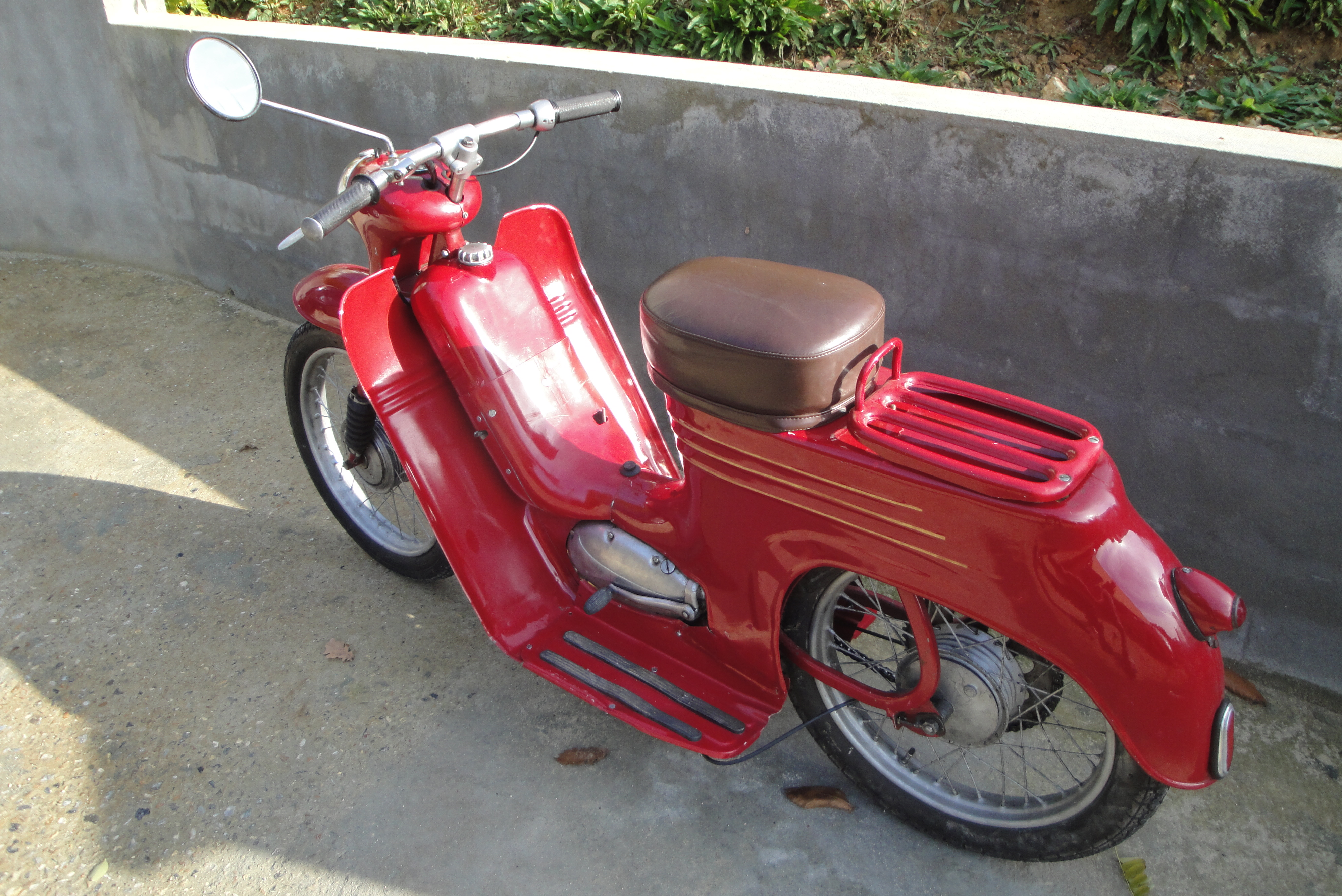
Jawa 50/555 Pionyr de 1958, Version De Luxe avec des protège-jambes

En 1954, une gamme de cyclomoteurs de 50 cm3 est également lancée avec le Jawa 50 Pionýr (type 550). C'est un cyclomoteur innovant pour l'époque avec un moteur deux-temps, une boîte trois vitesses, et une suspension arrière qui était une première : la fourche arrière était suspendue avec un seul ressort. Le Jawa 50 sera modernisé en 1958 avec le Jawa type 555 et un capotage plus complet, puis en 1962 avec les Jawa 05, Jawa 20, Jawa 21 Sport et Jawa 23 Mustang en 1967. Ces modèles de petite cylindrée étaient très appréciés car ils étaient bon marché et très polyvalents. Comme il était difficile d'acheter une voiture pendant le régime communiste, la Jawa 50 a beaucoup de succès auprès des populations tchécoslovaque, polonaise, et hongroise. Ces cyclomoteurs seront aussi exportés vers l'Europe occidentale et aux États-Unis. La production des Jawa 50 se poursuivra jusqu'au début des années 1970.
En 1958, le cyclomoteur Jawetta, lui aussi équipé d'un 50 cm3 horizontal sera décliné en de nombreuses versions, y compris sportives. La concurrence étant trop importante, ces cyclomoteurs ne furent que très peu distribués en Europe occidentale.
Le produit le plus célèbre (et abondamment exporté à l'Ouest) est la 350 cm3 bicylindre deux-temps sous la marque Jawa : les premiers modèles comportaient des capotages enveloppants autour du carburateur et un carter de chaîne secondaire étanche , ce qui en faisait une moto très propre, exempte de projections d'huile. Dans les années 70, la machine évolua tant sur le plan esthétique (dépouillement, lignes plus carrées) que technique, en adoptant un graissage séparé (avec une pompe japonaise Mikuni) . Dénommée "Californian 4" cette version un peu moins "utilitaire", sans être à la hauteur des productions japonaises, plus puissantes et au style plus aguicheur, se vendait assez bien, en particulier aux "roule-toujours". Les motards français de cette époque avaient coutume de dire "Jawa pas vite... mais Jawa loin". Singularité de cette moto : l'absence apparente de kick-starter : en fait, la pédale du sélecteur de vitesse pouvait être basculée à la verticale (en appuyant axialement) pour démarrer le moteur (avec la jambe gauche, en principe moins forte), puis revenait à l'horizontale en sélectionnant automatiquement le point mort.
Une 125 cm3, monocylindre également déclinée en version 175 cm3, vendue sous la marque CZ présentait les mêmes caractéristiques (rusticité , graissage séparé, sélecteur/kick) fit également une honorable carrière commerciale à l'ouest du "Rideau de fer", grâce en particulier à un prix canon, inférieur de 40% à celui des motos japonaises de même cylindrée
Entre 2007 et 2017, Jawa fabrique une 250 qui s'appelle Jawa 250 Travel, "Type 597", elle est équipée d'un bicylindre parallèle (vertical) 4-temps à arbre à cames en tête d'une puissance de 13 kW, elle répond aux normes Euro 3 et est équipée d'un frein à disque à l'avant de 320 mm avec étrier 2 pistons plus que suffisant pour arrêter les 144 kg (tout pleins fait) de cette plume de la route.

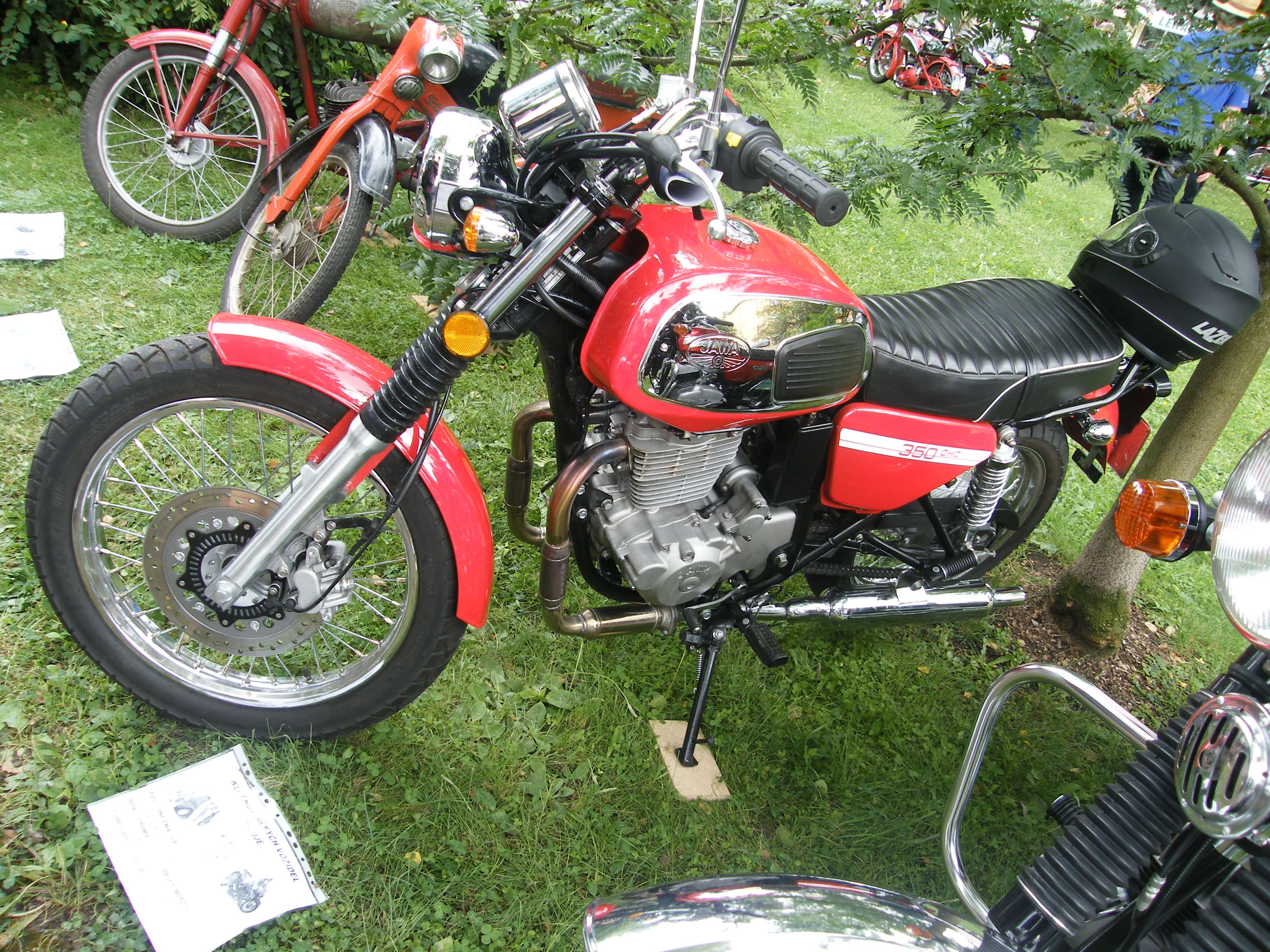
Jawa 350 OHC

En décembre 2018, Classic Legends (une filiale de Mahindra) va construire des JAWA, à travers une licence sur la marque JAWA Moto. Avec l'aide de Mahindra, 4 nouveaux modèles vont être développés:
- JAWA 350 2T : Bicylindre à deux-temps pratiquement inchangé mécaniquement depuis les années 1970 mais très fiable, il est toujours vendu avec succès principalement dans les pays d'Amérique Latine.
- JAWA 350 OHC : Monocylindre 4-temps de 392 cm3 refroidi par air répondant aux normes de pollution EURO IV, il peut être (contrairement au vieux Jawa 350) vendu dans l'Union Européenne. Pour la première fois dans l'histoire de Jawa, ce modèle est également équipé d'une assistance au freinage ABS.
- JAWA 300 CL : Monocylindre 4-temps à injection de 293 cm3, à distribution par double arbre à cames en tête et quatre soupapes. Il est refroidi par eau et développe 27 ch pour 28 N m de couple.
- RVM 500 by JAWA : Trail produit en Argentine par RVM avec un bicylindre en ligne 4-temps de 471 cm3.

## Compétition
Bien que très conventionnelles en ce qui concerne les modèles routiers, les Jawa et les CZ ont un palmarès de compétition époustouflant.

### Vitesse moto

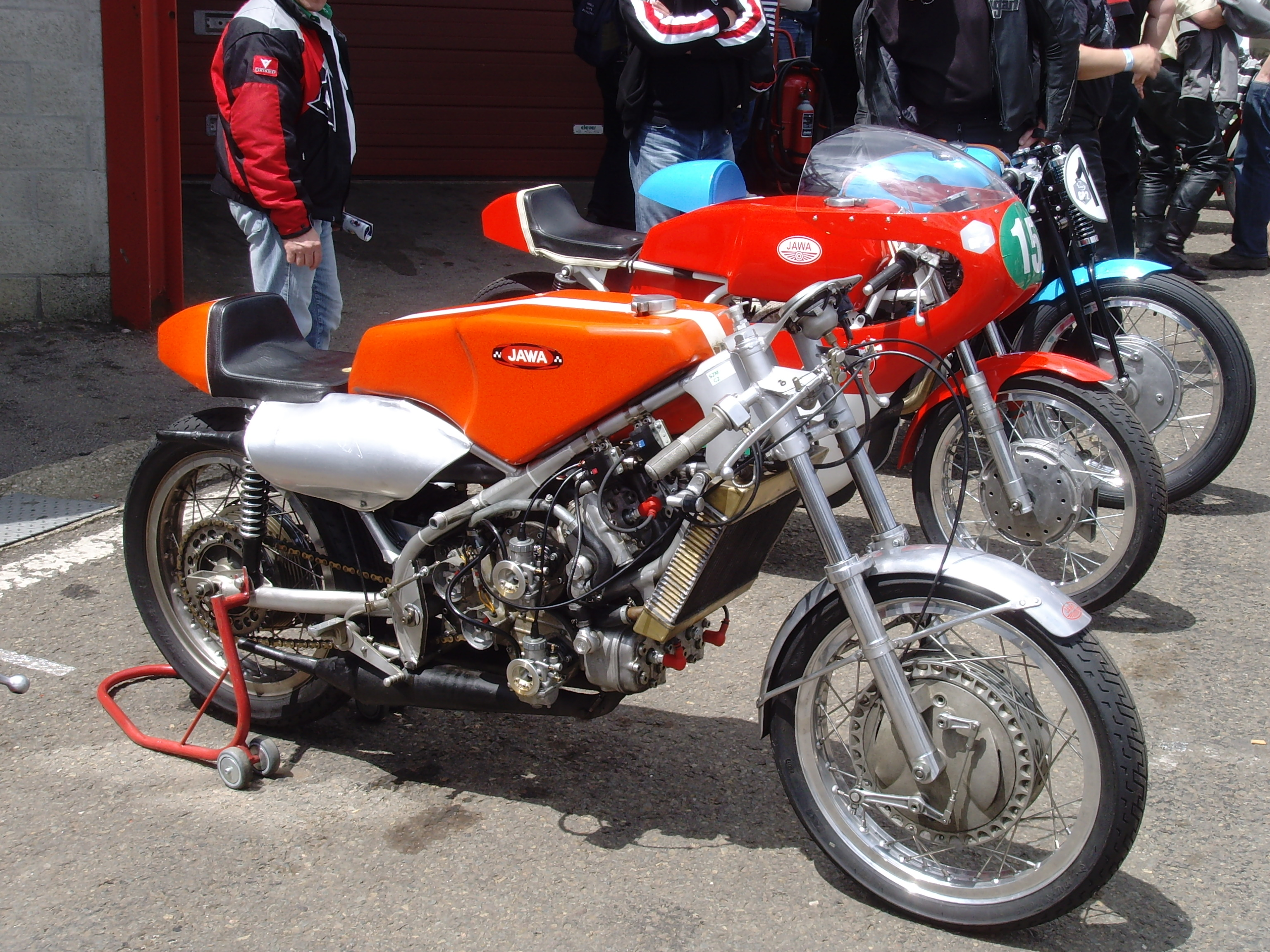
Une Jawa 350 cm3 V4 type 673 de 1969

Jawa brillait particulièrement dans en courses de vitesse. Les premiers résultats de Jawa sont enregistrés au Bol d'or avec une bicylindre 350 cm3 deux-temps dérivée des motos de route, qui y remporte une victoire de classe de 1949 à 1953 et triomphera au général en 1955 devant une Norton Manx. Jawa s'imposa ensuite comme une marque très compétitive, notamment avec la Jawa Z15 DOHC quatre-temps (1955 à 1968).
À la fin des années 1960 l'usine s'attaqua aux épreuves de vitesse avec une gamme de moteurs deux-temps plus puissants, d'abord monocylindres, puis bicylindres et quadricylindres. Les monocylindres 350 GP deux-temps étaient dérivés des motos de tout-terrain et étaient surtout réputés pour leur manque de souplesse et leur tendance à serrer. L'usine continua à les faire courir après la sortie des multicylindres aux mains de pilotes de grande importance comme le Français Michel Hervé, 4 victoires au Bol d'or (qui a conservé la sienne dans son salon) car elles avaient un rapport poids-puissance très compétitif (50 chevaux pour 90 kg).
En 1966 fut lancée une 125 de Grand Prix, la type 670, équipée d'un bicylindre en « V » horizontal, moteur deux-temps refroidi par air qui délivrait la puissance non négligeable de 27 ch à 14 000 tr/min pour un poids de 83 kg seulement. Puis, en 1968, ce fut la formidable et trop avant-gardiste Jawa 350 V4 type 673 pilotée par les champions Jack Findlay, Silvio Grassetti et « Little Bill » Ivy (qui se tuera à son guidon en juillet 1969). CZ avait développé en parallèle une 350 V4 quatre-temps, la CZ V4 type 860 qui ne traversa jamais le rideau de fer.

### Moto-cross
En 1960, commence l'aventure du moto-cross, avec la 250 deux-temps à deux échappements, surnommée « bitube ». Après des débuts moyens, les pilotes tchèques Valek et Zemen seront rejoints par le jeune prodige Belge, Joël Robert qui remporte le titre suprême en 1964. Titre qui sera suivi par un deuxième en 1965 avec le Russe Arbekov comme pilote.
En 1964, une 360 cm3 sera dérivée de la 250 cm3 afin de s'attaquer à la catégorie reine. Un deux-temps s'opposant aux gros monocylindres anglais, culbutés pour la plupart, c'était une véritable révolution. Elle sèmera d'emblée la panique dans les rangs des lourds quatre-temps. Dès 1965, Paul Friedrichs et Rolf Tibblin, équipés de cette 360 se classent 2e et 3e du championnat du monde, derrière la BSA de Jeff Smith. Ce sera la dernière fois - avant longtemps - qu'un quatre-temps montera sur la plus haute marche du podium. À partir de 1966, cette « bitube » sera remplacée par un modèle plus classique, avec une seule sortie d'échappement, réputée plus pointue mais plus légère que sa devancière, elle dominera sa catégorie pendant deux années encore.

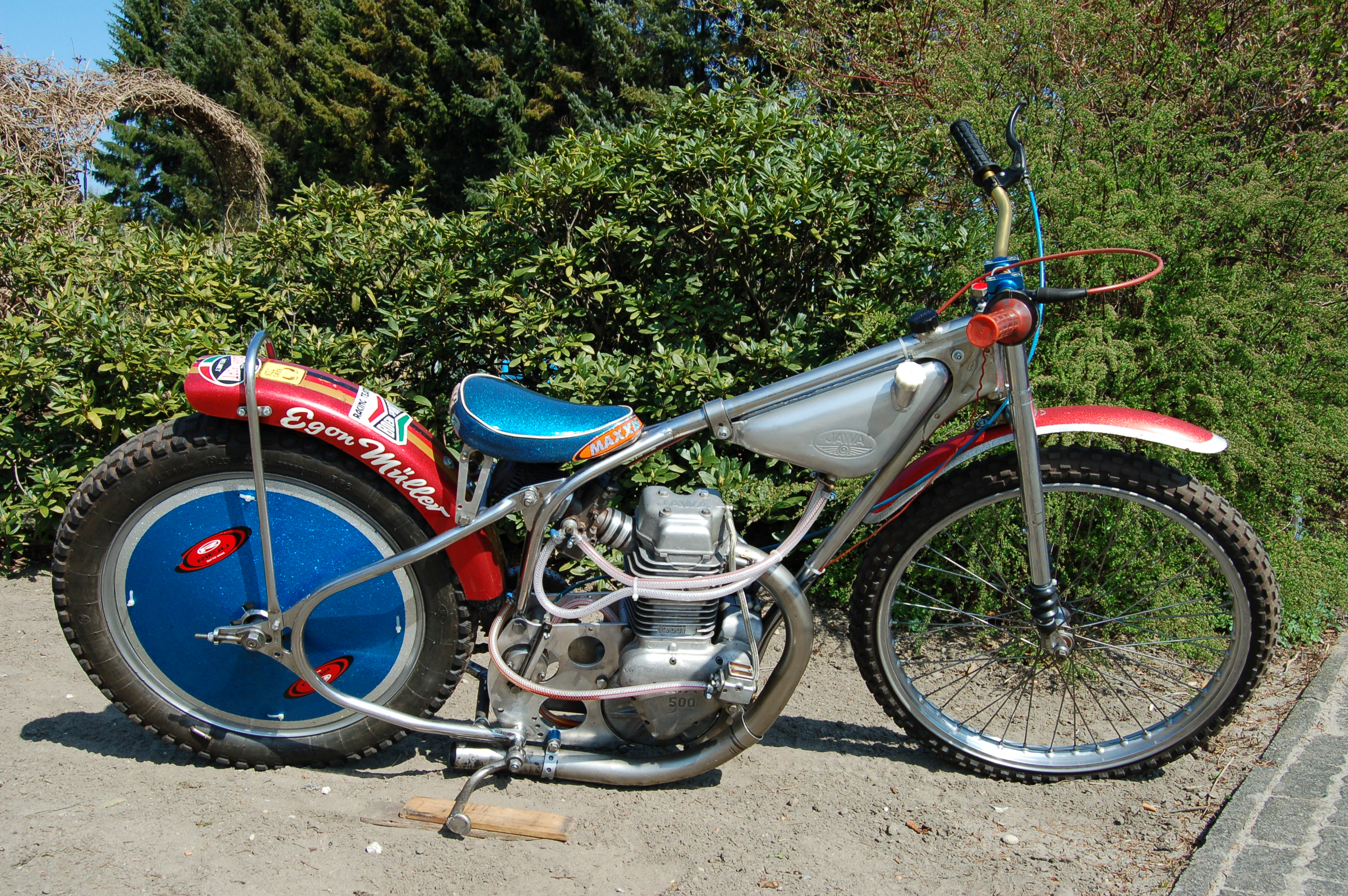
Une machine de speedway Jawa 500 cm3

### Autres disciplines
En 500 cm3 et au-delà, les moteurs Jawa à simple arbre à cames en tête fonctionnant au méthanol ont marqué le speedway, le grasstrack (en), ou la moto sur glace de leur empreinte, avec une architecture quasiment invariable de leur origine à nos jours, où ils continuent à être produits.